# Gayenna sigillum
Gayenna sigillum là một loài nhện trong họ Anyphaenidae.
Loài này thuộc chi Gayenna. Gayenna sigillum được Cândido Firmino de Mello-Leitão miêu tả năm 1941.